# Placidium pseudorufescens
Placidium pseudorufescens är en lavart som beskrevs av Breuss. Placidium pseudorufescens ingår i släktet Placidium och familjen Verrucariaceae.   Inga underarter finns listade i Catalogue of Life.